# Liste der Weinorte in Franken
In dieser Liste befinden sich alle Weinorte im Weinbaugebiet Franken mit mindestens einer Qualitätswein-Lage, sowie alle dazugehörigen Lagen.
Die Lagen sind eingeteilt in 24 Großlagen und 223 Einzellagen. In Franken überwiegt noch der Ausbau nach Kleinlagen. Doch setzt sich auch hier der Gebrauch von Großlagenbezeichnungen mehr und mehr durch. In Großlagen werden 10 bis 60 Kleinlagen eines bestimmten Landstriches zusammengefasst, was unter den Winzern nicht unumstritten ist, da sie der Meinung sind, die charakteristischen Merkmale der Kleinlagen würden dadurch verloren gehen.

## Bereich Mainviereck

### Großlage Reuschberg
- Hörstein (Alzenau): Abtsberg

### Großlage Heiligenthal
- Großostheim: Reischklingenberg, Harstell

### Großlagenfrei
- Aschaffenburg: Pompejaner, Godelsberg, Badberg
- Bürgstadt: Mainhölle, Centgrafenberg
- Dorfprozelten: Predigtstuhl
- Eichenbühl: Hoher Berg
- Engelberg (Großheubach): Klostergarten
- Erlenbach am Main: Hochberg
- Großheubach: Bischofsberg
- Großwallstadt: Lützeltaler Berg
- Klingenberg am Main: Einsiedel, Schlossberg
- Kreuzwertheim: Kaffelstein
- Michelbach (Alzenau): Goldberg, Steinberg, Aloisengarten, Apostelgarten
- Miltenberg: Steingrübler
- Obernau: Sanderberg
- Rottenberg (Hösbach): Gräfenstein
- Rück (Elsenfeld): Johannisberg, Jesuitenberg, Schalk
- Wasserlos (Alzenau): Schloßberg, Luhmännchen
- Wörth a. Main: Galgenbuckel, Campestres

## Bereich Maindreieck

### Großlage Marienberg (Würzburg)
- Würzburg: Pfaffenberg, Stein, Stein/Harfe, Schloßberg, Innere Leiste, Abtsleite, Kirchberg, Festungsblick

### Großlage Burg (Hammelburg)
- Engenthal (Elfershausen): Schloßberg
- Feuerthal: Altenberg, Kreuz
- Fuchsstadt: Rubenhöll
- Hammelburg: Heroldsberg, Trautlestal
- Machtilshausen: Sommerleite
- Ramsthal: St. Klausen
- Saaleck: Schloßberg
- Sulzthal: Schlangenberg
- Trimberg: Schloßberg
- Westheim: Altenberg, Längberg
- Wirmsthal: Scheinberg

### Großlage Roßtal (Karlstadt)
- Arnstein: Bischofsberg
- Eußenheim: First
- Gambach: Kalbenstein
- Gössenheim: Arnberg
- Himmelstadt: Kelter
- Karlstadt: Im Stein
- Laudenbach (Karlstadt): Schloß
- Mühlbach: Fronberg
- Retzstadt: Langenberg
- Stetten: Stein

### Großlage Ravensburg (Thüngersheim)
- Erlabrunn: Weinsteig
- Güntersleben: Sommerstuhl
- Leinach: Himmelberg
- Margetshöchheim: Bärental
- Retzbach: Benediktusberg
- Rimpar: Koberberg
- Thüngersheim: Johannisberg, Scharlachberg
- Veitshöchheim: Wölflein, Sonnenschein
- Zellingen: Sonnenleite

### Großlage Ewig Leben (Randersacker)
- Randersacker: Teufelskeller, Pfülben, Lämmerberg, Marsberg, Sonnenstuhl
- Theilheim: Altenberg
- Gerbrunn: Hummelberg

### Großlage Ölspiel
- Sommerhausen: Steinbach, Reifenstein
- Eibelstadt: Steinbach
- Winterhausen: Kaiser Wilhelm

### Großlage Markgraf Babenberg
- Frickenhausen: Fischer, Markgraf, Kapellenberg, Babenberg

### Großlage Teufelstor
- Eibelstadt: Kapelleberg, Mönchsleite
- Randersacker: Dabug

### GroßlageHofrat (Kitzingen)
- Albertshofen: Herrgottsweg
- Buchbrunn: Heißer Stein
- Kitzingen: Wilhelmsberg, Eselsberg, Kaiser Karl
- Mainstockheim: Hofstück
- Marktbreit: Sonnenberg
- Marktsteft: Sonnenberg
- Obernbreit: Kanzel
- Repperndorf: Kaiser Karl
- Segnitz: Zobelsberg, Pfaffensteig
- Sulzfeld am Main: Maustal, Cyriakusberg

### GroßlageHonigberg
- Dettelbach: Berg Rondell, Sonnenleite
- Mainstockheim: Hofstück

### GroßlageKirchberg (Volkach)
- Astheim (Volkach): Karthäuser
- Escherndorf (Volkach): Fürstenberg, Lump, Berg
- Frankenwinheim: Rosenberg
- Gaibach (Volkach): Kapellenberg
- Köhler (Volkach): Fürstenberg
- Hallburg (Volkach): Rosenberg, Kreuzberg
- Hergolshausen (Waigolshausen): Mainleite
- Krautheim (Volkach): Sonnenleite
- Lindach (Kolitzheim): Kreuzpfad
- Neuses am Berg (Dettelbach): Glatzen
- Neusetz (Dettelbach): Fürstenberg
- Nordheim: Vögelein, Kreuzberg
- Obereisenheim: Höll
- Obervolkach (Volkach): Landsknecht
- Rimbach (Volkach): Landsknecht
- Schwanfeld: Mühlberg
- Sommerach: Katzenkopf, Engelsberg, Rosenberg
- Stammheim (Kolitzheim): Eselsberg
- Theilheim (Waigolshausen): Mainleite
- Untereisenheim: Sonnenberg, Berg
- Volkach: Ratsherr
- Wipfeld: Zehntgraf
- Zeilitzheim (Kolitzheim): Heiligenberg

### Großlagenfrei
- Adelsberg: Wernleite
- Bergtheim: Harfenspiel[1]
- Böttigheim: Wurmberg
- Erlenbach bei Marktheidenfeld: Krähenschnabel
- Frankenwinheim: Rosenberg
- Gaibach: Schlosspark
- Gemünden: Scherenberg
- Greußenheim: Geisberg
- Hallburg: Schlossberg
- Homburg am Main: Kallmuth, Edelfrau
- Kitzingen: Eheriedener Berg
- Kleinochsenfurt: Herrenberg
- Lengfurt: Alter Berg, Oberrot
- Marktheidenfeld: Kreuzberg
- Mainberg: Schloßberg, Mainleite
- Remlingen: Krähenschnabel, Sonnenhain
- Rimpar: Kobersberg
- Rottendorf: Kehlberg
- Röttingen: Feuerstein
- Schweinfurt: Peterstirn, Mainleite
- Tauberzell: Hasennestle
- Tauberrettersheim: Königin
- Uettingen: Kirchberg
- Veitshöchheim: Sonnenschein
- Vogelsburg: Pforte
- Wiesenfeld: Herbstthal

## Bereich Steigerwald

### Großlage Steige
- Handthal (Ortsteil von Oberschwarzach): Stollberg
- Kammerforst (Ortsteil von Oberschwarzach): Teufel
- Oberschwarzach: Herrenberg
- Wiebelsberg (Ortsteil von Oberschwarzach): Dachs

### Großlage Zabelstein
- Donnersdorf: Falkenberg
- Gerolzhofen: Köhler
- Sulzheim: Köhler, Mönchberg
- Dingolshausen: Köhler
- Altmannsdorf (Michelau): Sonnenwinkel
- Michelau im Steigerwald: Vollburg

### GroßlageBurgweg (Iphofen)
- Iphofen: Julius-Echter-Berg, Kalb, Kronsberg
- Markt Einersheim: Vogelsang, Stüblein
- Possenheim: Vogelsang, Mönchshütte

### GroßlageHerrenberg
- Castell: Bausch, Kirchberg, Trautberg, Hohnart, Feuerbach, Reitsteig, Kugelspiel, Schloßberg
- Neuendorf: Hüßberg, Mönchsbuck, Sonneberg, Wonne

### Großlage Kapellenberg
- Oberschwappach (Knetzgau): Sommertal
- Sand: Kronberg
- Schmachtenberg (Zeil): Eulengrund
- Steinbach (Ebelsbach): Nonnenberg
- Zeil: Pfarrerspflöckn
- Ziegelanger (Zeil): Ölschnabel

### GroßlageSchild (Abtswind)
- Abtswind: Altenberg
- Greuth: Bastel
- Kirchschönbach: Mariengarten

### GroßlageSchloßberg (Rödelsee)
- Großlangheim: Kiliansberg, Schwanleite
- Kleinlangheim: Wutschenberg
- Rödelsee: Schwanleite, Küchenmeister
- Sickershausen: Storchenbrünnle
- Wiesenbronn: Wachhügel

### Großlage Schloßstück (Frankenberg)
- Bullenheim: Paradies
- Ergersheim: Altenberg
- Hüttenheim (Willanzheim): Tannenberg
- Ippesheim: Herrschaftsberg
- Ingolstadt (Sugenheim): Rotenberg
- Krassolzheim (Sugenheim): Pfannberg
- Markt Nordheim: Hohenkottenheim
- Weigenheim: Hohenlandsberg
- Seinsheim: Hohenbühl
- Ulsenheim: Huttenberg
- Wiebelsheim: Altenberg

### Großlage Burgberg (Ipsheim)
- Dietersheim: Burg Hoheneck
- Dottenheim: Burg Hoheneck
- Ickelheim: Schloßberg
- Ipsheim: Burg Hoheneck
- Kaubenheim: Burg Hoheneck
- Oberntief: Rosenberg
- Weimersheim: Roter Berg

### Großlagenfrei
- Bamberg: Alter Graben
- Eltmann: Schloßleite
- Gerolzhofen: Arlesgarten
- Iphofen: Domherr
- Krum: Himmelreich
- Martinsheim: Langenstein
- Prappach: Henneberg
- Prichsenstadt: Krone
- Sand: Himmelsbühl
- Staffelbach: Spitzelberg
- Tiefenstockheim: Stiefel
- Unfinden: Kinnleitenberg
- Unterhaid: Röthla
- Weiher: Weinberge
- Zeil: Mönchshang
- Zell: Schlossberg
- Zell am Ebersberg: Zeller Schloßberg